# 大谷友右衛門 (8代目)
八代目 大谷友右衛門（はちだいめ おおたに ともえもん、1949年（昭和24年）2月23日 - ）は、歌舞伎役者。屋号は明石屋、定紋は丸十、替紋は水仙丸・大の字雪輪。俳名に紫道がある。

## 人物
四代目中村雀右衛門の長男として東京に生まれる。立教高等学校卒業。
1959年（昭和34年）2月、歌舞伎座『勧進帳』の太刀持で二代目大谷廣太郎を襲名して初舞台。
1964年（昭和39年）9月、歌舞伎座『ひと夜』で八代目大谷友右衛門を襲名。
1974年（昭和49年）、重要無形文化財（総合認定）に認定され、伝統歌舞伎保存会会員となる。
若衆や若女形役などを得意とし、中堅として活躍中。
三代目大谷廣太郎と二代目大谷廣松は子、五代目中村雀右衛門は弟である。

## テレビドラマ
- 『真田太平記』（1985年 - 1986年、NHK) -  矢沢頼康